# Aeropuerto de Vorónezh-Chertovitskoye
El Aeropuerto Pedro I de Vorónezh (del ruso: Международный аэропорт Воронеж имени Петра Первого) (IATA: VOZ, ICAO: UUOO), también conocido como, es un aeropuerto ubicado 11 km al norte de Vorónezh, capital del óblast de Vorónezh, Rusia. Tiene estatus de aeropuerto internacional.
Los servicios aeroportuarios los presta la compañía VoronezhAvia (del ruso: Воронежавиа).
El espacio aéreo está controlado desde el FIR de Vorónezh (ICAO: UUOO).

## Pista
Cuenta con una pista principal de hormigón en dirección 13/31 de 2.300 x 49 m (7.546 x 161 pies). El pavimento es del tipo 21/R/C/X/T.
Existen también otras dos pistas de tierra, una en dirección 01/19, de 700 x 100 m (2.296 x 328 pies) y otra en dirección 03/21, de 650 x 60 m (2.132 x 197 pies), utilizadas para aviación deportiva.

## Aerolíneas y destinos
| Nombre aerolínea  | Destinos                               |
| ----------------- | -------------------------------------- |
| Astra Airlines    | Salónica (estacional)                  |
| Polet Airlines    | Múnich, San Petersburgo, Moscú, Ereván |
| RusLine           | Moscú, Praga, Krasnodar                |
| UTair Aviation    | Moscú                                  |
| Air Europa        | Barcelona                              |
| Nordwind Airlines | Monastir (Túnez)                       |